# Leuciacria
Leuciacria is een geslacht in de orde van de Lepidoptera (vlinders) familie van de Pieridae (Witjes).
Leuciacria werd in 1905 beschreven door Rothschild & Jordan.

## Soorten
Leuciacria omvat de volgende soorten:
- Leuciacria acuta - Rothschild & Jordan, 1905
- Leuciacria olivei - Müller, C, 1999